# Лубенский завод счётных машин
Лубенский завод счётных машин (укр. Лубенський завод лічильних машин) — промышленное предприятие в городе Лубны Полтавской области.

## История
Приборостроительный завод в Лубнах был создан в соответствии с седьмым пятилетним планом развития народного хозяйства СССР в здании переоборудованной махорочной фабрики и в 1961 году введён в эксплуатацию. Основной продукцией предприятия являлись механические вычислительные устройства и электронно-вычислительные машины, также завод выпускал тягонапоромеры, микроманометры и другие измерительные приборы.
В 1963 году завод освоил производство билетно-кассовых машин типа «КД» для билетных касс железных дорог СССР.
В 1972 году было создано научно-производственное объединение «Электронмаш», головным предприятием которого являлся Киевский завод вычислительных и управляющих машин, в состав НПО вошли несколько предприятий по производству средств вычислительной и управляющей техники (в том числе, Лубенский завод счётных машин).
В советское время завод входил в число ведущих предприятий города.
После провозглашения независимости Украины в условиях экономического кризиса и разрыва хозяйственных связей в начале 1990х годов положение предприятия осложнилось.
Весной 1994 года было заключено российско-украинское соглашение о расчётах за поставляемые из России нефть и природный газ поставками продукции ряда промышленных предприятий Украины на условиях бартера. Одним из участников этой программы стал Лубенский завод счётных машин, который изготавливал для российской стороны контрольно-измерительную аппаратуру. Кроме того, в июне 1994 года Национальный банк Украины утвердил единый стандарт упаковки банкнот для всех банков на территории Украины, в соответствии с которым для упаковки денежных знаков должно было использоваться только стандартизованное оборудование производства Лубенского завода счётных машин (в составе полуавтомата для упаковки банкнот и пломбиратора). Выполнение этих и иных заказов позволило стабилизировать работу предприятия.
В мае 1995 года Кабинет министров Украины утвердил решение о приватизации завода в течение 1995 года, после чего государственное предприятие было преобразовано в открытое акционерное общество.
По состоянию на 2010 год, завод входил в число крупнейших предприятий города.